# Mycena flavoalba
Mycena flavoalba é uma espécie de cogumelo da família Mycenaceae. Cresce sob coníferas e carvalhos.